# Granges-les-Beaumont
Granges-les-Beaumont är en kommun i departementet Drôme i regionen Auvergne-Rhône-Alpes i sydöstra Frankrike. Kommunen ligger i kantonen Tain-l'Hermitage som tillhör arrondissementet Valence. År 2022 hade Granges-les-Beaumont 904 invånare.

## Befolkningsutveckling
Antalet invånare i kommunen Granges-les-Beaumont
Referens:INSEE